# 다노우에 신야
다노우에 신야(일본어: 田ノ上 信也, 1980년 2월 5일 ~ )는 일본의 전 축구 선수이다.

## 구단 경력
과거 가시와 레이솔, 요코하마 F. 마리노스, 베갈타 센다이에서 활동하였다.